# Gäuplatten
Gäuplatten (Gäuské plošiny) je geomorfologická oblast v německé spolkové zemi Bádensko-Württembersko, s malým přesahem do Švýcarska. Jde o pruh vápencových plošin protažený poledníkovým směrem, který odděluje pohoří Schwarzwald a Hornorýnskou nížinu na západě od Švábské Alby a jejích podhůří na východě. Na severu je ohraničen pískovcovým Odenwaldem. Nejdůležitější řekou této oblasti je Neckar.
Vápencové plošiny jsou místy zbrázděné erozními údolími řek. V nižších polohách jsou pokryté úrodnou spraší; ve vyšších, tzv. „chudých Gäuích“, spraš chybí. Nadmořská výška se nejčastěji pohybuje mezi 250 a 400 m, na jihu mezi Schwarzwaldem a Švábskou Albou však stoupá až k 900 m.

## Etymologie názvu
Výraz Gäu [goj], resp. Gau [gau] je germánského původu. Za starých Germánů označoval krajinou vymezený sídelní, případně též správní okrsek. Pokud nejde o vlastní jméno, překládá se do češtiny jako župa, což je starý slovanský výraz s podobným významem (ovšem jako správní celek na území někdejší Habsburské monarchie se do němčiny překládá jako Gespanschaft, popř. přes latinu jako Komitat). Gau se jako správní celek výrazně dostal do popředí akorát za Třetí říše (tzv. Reichsgau, „říšská župa“), ve svém původním významu osídlené (a obvykle poměrně úrodné) oblasti však pronikl do řady zeměpisných názvů na jihu Německa a v Rakousku: Allgäu, Pinzgau, Oberammergau atd.

## Členění
V německém členění mají Gäuplatten číslo D57, resp. podle starého systému 12. Podle staršího systému Emila Meynena se oblast dělí takto:
- 12 (=D57) Gäuplatten (Gäuské plošiny)
  - 120 Alb-Wutach-Gebiet (Oblast Alby a Wutachu)
  - 121 Baar
  - 122 Obere Gäue (Horní Gäue)
  - 123 Neckarbecken (Neckarská pánev)
  - 124 Strom- und Heuchelberg
  - 125 Kraichgau
  - 126 Kocher-Jagst-Ebenen (Roviny Kocher a Jagst)
  - 127 Hohenloher-Haller Ebene (Hohenlohsko-hallská rovina)
  - 128 Bauland
  - 129 Tauberland

Podrobnější popis jednotlivých částí následuje.
Alb-Wutach-Gebiet
551 km². Nejjižnější část Gäuplatten, s největšími výškovými rozdíly: na jihu 230 m, na severu 900 m. Náhorní plošiny z vápence (tzv. Muschelkalk, tj. střední trias). Na jihu sahá místy až k Rýnu (německo-švýcarská hranice), švýcarskou hranici však překračuje na východě (Schaffhausenský výběžek).
Baar
410 km². Náhorní plošina (průměrně 700 m), převážně otevřená krajina se starým osídlením, mezi Schwarzwaldem a Švábskou Albou. Proražena několika údolími (např. horní Dunaj, Neckar). Města: Donaueschingen, okrajově také Villingen-Schwenningen.
Obere Gäue
1512 km². Mezi Schwarzwaldem a Albou (popř. Keuperbergen) od pramene Neckaru po Würmtal. Jižnější část, Oberes Neckargäu, je vyšší (500 až 730 m) a bez spraše. Severnější část, Oberes Gäu, je nižší (400 až 500 m) a pokrytá spraší (löß). Města: Rottweil, Böblingen.
Neckarbecken
1327 km². Hustě osídlená pánev (847 obyvatel na km²), největší město Heilbronn. Sprašová vápencová plošina (200 až 350 m). V okolí převážně Keuperbergland (Schwäbisch-Fränkische Waldberge, Welzheimer Wald, Stromberg-Heuchelberg, Stuttgarter Bucht, Glemswald). Do plošiny jsou hluboce zaříznutá údolí, to neckarské ji dělí na dvě poloviny.
Strom- und Heuchelberg
279 km². Zalesněný zbytek Keuperberglandu uvnitř gäuských desek Neckarské pánve a Kraichgau. Plošiny se zde podobají ruce: na západě tvoří souvislejší plochu, na východě se štěpí do jednotlivých hřbetů. Města: Maulbronn.
Kraichgau
1524 km². Sprašová pahorkatina (200 až 300 m), na západě ohraničená Hornorýnskou nížinou, na jihu Schwarzwaldem, na severu Sandstein-Odenwaldem. Na východě Neckar, Strom- und Heuchelberg a Enz. Vápencové a pískovcové usazeniny. Města: Pforzheim (jižní okraj), Wiesloch (SZ).
Kocher-Jagst-Ebenen
880 km². Nadmořská výška stoupá z 250 m na západě k 450 m na východě; západní část je částečně pokryta spraší, ve vyšších částech se dochoval vápenec. Města: Künzelsau.
Hohenloher-Haller Ebene
988 km². Slabě modelovaná Gäuplatte severně od Schwäbisch-Fränkischen Waldberge. Zvedá se od 200 m na západě do 450 m na východě. Města: Öhringen, Schwäbisch-Hall, Crailsheim.
Bauland
763 km². Vápenec (Muschelkalk). Na západě ohraničen údolím Neckaru, na severu Odenwaldem, na jihu Jagstem a na východě přechodem k Tauberu. Města: Mosbach (západní konec).
Tauberland
907 km². Vápenec (Muschelkalk), silně zbrázděný údolími. Na severu ohraničen pískovcovým Odenwaldem, na jihu Jagstem. Nízké hřbety se zvedají na jihu až k 480 m, jinak leží mezi 320 a 350 m. Města: Tauberbischofsheim, Bad Mergentheim.